# Jean Wahl

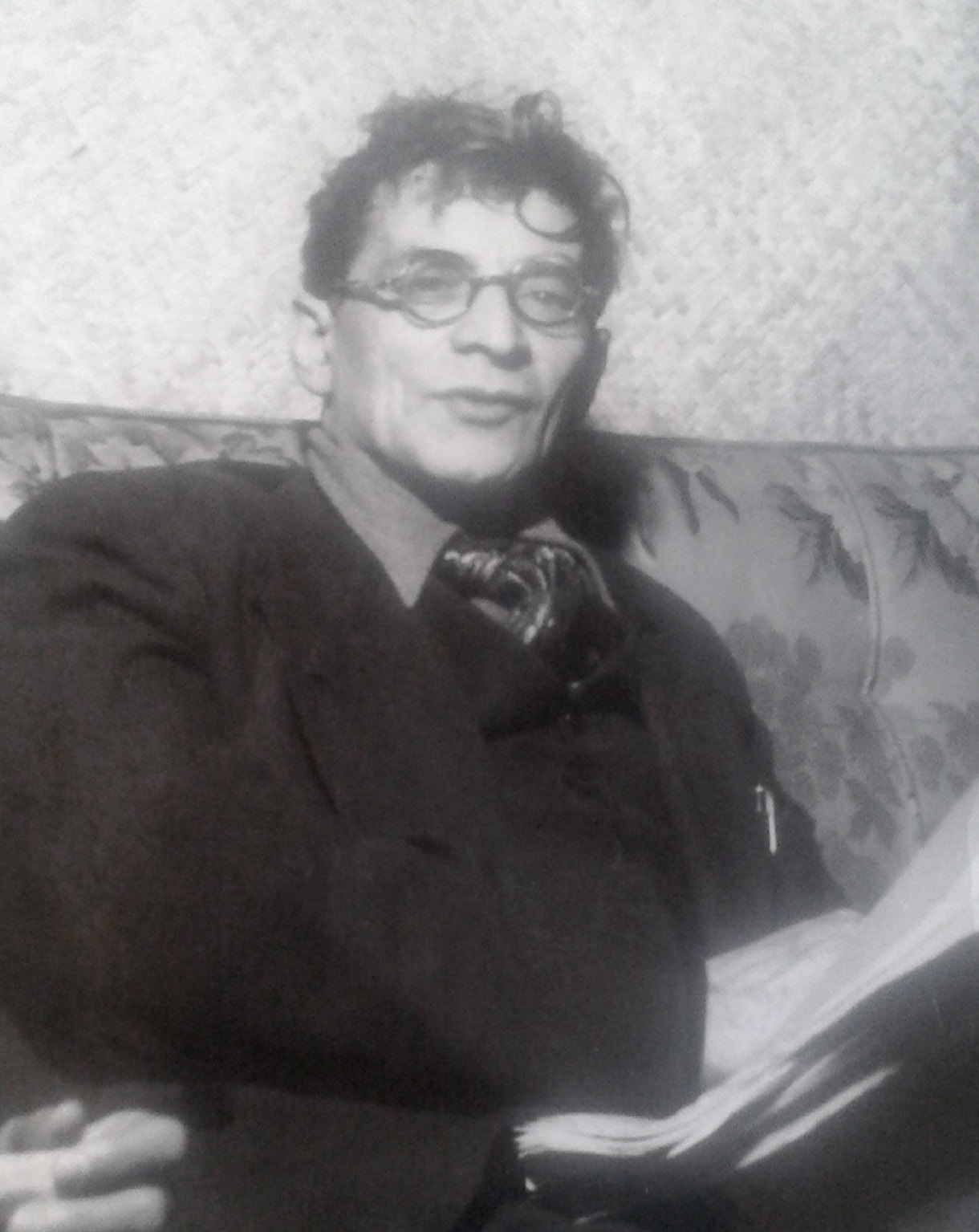
Jean Wahl w 1962 roku

Jean Wahl (ur. 25 maja 1888 – zm. 19 czerwca 1974) – francuski filozof, historyk filozofii, poeta.

## Życiorys
Urodził się 25 maja 1888 r. w Marsylii, w rodzinie pochodzenia żydowskiego, która zerwała z tradycjami religijnymi. W 1907 r. wstąpił do Ecole Normale Supérieure, a trzy lata później uzyskał agrégation (uprawnienie do nauczania) z filozofii, zajmując wśród absolwentów pierwsze miejsce przed swym przyjacielem Gabrielem Marcelem. W kolejnych latach prowadził zajęcia w liceach (Nantes, Tours i Le Mans), a po uzyskaniu doktoratu w 1920 r., nauczał na uniwersytetach w Besançon, Nancy oraz Lyonie. W 1936 r. objął katedrę filozofii na Sorbonie. W 1941 r. został aresztowany przez Gestapo i skierowany do obozu w Drancy, skąd jednak przyjaciołom udaje się go wydostać i umożliwić mu w następnym roku wyjazd do USA. W Ameryce otrzymał posadę w New School for Social Research w Nowym Jorku. W 1945 r. powrócił do Francji, by ponownie objąć katedrę filozofii na Sorbonie. Jednocześnie pełnił funkcję visiting professor w Chicago, Berkeley i Tunisie. W 1946 r. założył Collège Philosophique w Paryżu, którym kierował przez 20 lat. W tym samym roku został wybrany przewodniczącym Francuskiego Towarzystwa Filozoficznego, a w 1950 r. został redaktorem naczelnym głównego periodyku filozoficznego „Przegląd Metafizyki i Moralności" (Revue de Métaphysique et de Moral). Zmarł 19 czerwca 1974 r., pozostawiając bogatą spuściznę naukową, a także kilka zbiorów poezji – poezja była bowiem jego życiową pasją. Widział w niej źródło odnowy filozofii.

## Wkład w rozwój filozofii
Wahl był zasłużonym historykiem i propagatorem myśli filozoficznej. Przez kilkadziesiąt lat odgrywał ważną rolę we francuskim życiu filozoficznym, zasiadając w ważniejszych gremiach naukowych i dydaktycznych, inspirując dzięki temu nowy styl i nowe kierunki badań. Poprzez swoje wykłady na Sorbonie i ogłaszane drukiem prace przyczynił się (obok Aleksandra Kojeva), do odrodzenia zainteresowania Heglem na gruncie francuskim, we wczesnych latach trzydziestych. To on, w parę lat później, głosząc hasło „powrotu do konkretu” i wprowadzając poprzez pionierskie studia do świadomości filozoficznej Francuzów spuściznę S. Kierkegaarda, przyczynił się do stworzenia gruntu dla egzystencjalizmu, nie podzielając jednakże tego stanowiska. To on również współtworzył istotny dla dzisiejszej tożsamości filozofii francuskiej wizerunek M. Heideggera, poświęcając jego filozofii w latach 1951-1961 wykłady i publikując na ten temat studia.

## Poglądy filozoficzne

### Inspiracje
Jean Wahl poszukiwał ponadto własnej koncepcji metafizycznej. Nie stworzył on nowego kierunku czy szkoły filozoficznej, lecz jego próby teoretyczne stanowią ilustrację przemian, jakie dokonywały się we współczesnej francuskiej (i nie tylko) filozofii. 
Wahl powiadał, że wpływ na kształtowanie się jego wizji filozoficznej mieli z jednej strony L. Brunschvicg, a także P. Valéry z tezą, że wszechświat jest nigdy niezakończoną i coraz subtelniejszą, idealną siatką relacji, ale też z drugiej strony – A.N. Whitehead, jak również francuski poeta i dramaturg Paul Claudel z przeświadczeniem, że wszystkie rzeczy i wydarzenia, nie tracąc swej „masywności”, zazębiają się i przenikają wzajemnie, dając poczucie „gęstości” otaczającego świata. Dalszy wpływ miała rehabilitacja idei przejawiania się tego, co istotne i ukryte (idea „pojawu” – apparence), upatrywana przez Wahla w dziełach F. Nietzschego, W. Jamesa i E. Husserla. To ci trzej filozofowie uczą dostrzegać istoty tego co jest – błysku esencji w zmiennej tkance niekończącego stawania się. 

### Pojęcie nie-idei
Stojąc na takim gruncie, Wahl nie może oprzeć budowanej przez siebie filozofii ani na idealistycznej wierze, że świat cały da się prześwietlić, odwzorować i zamknąć w wyczerpujący system pojęć, w idealny system wiedzy, ani też na naiwnym realizmie: na wierze w bezpośrednią oczywistość obecnych tu i teraz rzeczy. Zarówno poczucie ciągłej obecności rzeczy, jak i poczucie nieciągłości, domagającej się myślowego dopełnienia, nie wyczerpują rzeczywistości. Rzeczywistość „wylewa się”  poza wszelkie nasze pojedyncze doznania i poza wszelkie pojęcia. Dlatego aby do niej dotrzeć, przekroczyć trzeba fałszywe alternatywy dotychczasowych filozofii: subiektywność-obiektywność, wewnątrz-zewnątrz, dusza-ciało, itp. Dlatego właśnie doświadczenie opisane przez Heideggera, że mianowicie jesteśmy bytami w świecie, a nie inteligencjami ogarniającymi świat w dialektycznym ruchu, zachowuje swą ważność. Dlatego sama filozofia nie wystarcza – domaga się ona tego, co ją poprzedza i dopełnia, czegoś, co Wahl nazywa nie-ideą (non-idée), nie-filozofią, czegoś, co jest przed-myślowym, przed-świadomym źródłem myślenia, odkrywanym jednakże (choć nigdy do końca) poprzez świadomy zwrot.

### Odrzucenie idei nicości
Wahl, w swoich poszukiwaniach klucza do zrozumienia rzeczywistości, nie idzie drogą fenomenologii, ani nie przypisuje sobie etykiety egzystencjalisty, choć dzieli z tym ostatnim nurtem niektóre poglądy (i stanowi on przecież przedmiot jego wieloletnich studiów). Odrzuca jednak zupełnie niezbywalny dla rozważań egzystencjalistycznych problem nicości. Wahl powiada, że ideę nicości należy odrzucić, bo niczego do idei bytu ona nie dodaje. Gdyby idea bytu była w ogóle ideą, to musiałaby ogarniać wszystko. Opozycji do bytu nie stanowi  nicość, ale byt konkretny – nicość zatem należy wykluczyć z rozważań. Nie oznacza to dla Wahla wykluczenia idei negatywności. Zachowuje ona swą ważność jako jeden z wyznaczników doświadczenia. Natomiast ideę nicości traktuje Wahl, za H. Bergsonem, jako pseudoideę.

### Główne zadanie filozofii (doświadczenie metafizyczne)
Wahl nie zajmował się metafizycznymi dylematami życia i śmierci i dramatycznymi wyborami, jak Blaise Pascal, S. Kierkegaard i ich następcy. Z racji tego, że dalekie mu było również  nastawienie spekulatywne, nie ugrzązł ponadto w kartezjański (czy pokartezjański) dualizm. Tym co go interesuje jest, jak mówi znawca jego filozofii Vladimir Jankélévitch, tajemnicza „trzecia substancja”, pojmowana jako nierozdzielna jedność duszy i ciała, „idea duchowości psychosomatycznej” objawiająca się w nierozłączności znaku i sensu, formy i treści, substancji i akcydensów. Inaczej mówiąc, tym co go interesuje najbardziej, nie jest ani spekulatywne ogarnięcie rzeczywistości w spójnej doktrynie, ani penetrowanie mroków ludzkiego losu, lecz dotarcie do uniwersalnego fundamentu wszelkich przejawów życia – do bytu. Czy takie dotarcie jest w ogóle możliwe ? – jest to dla Wahla pytanie zasadnicze. Szansę na znalezienie odpowiedzi, upatruje Wahl w doświadczeniu metafizycznym. Nie może to być doświadczenie zewnętrzne (empiryzm), ani doświadczenie wewnętrzne (psychologizm), lecz właśnie doświadczenie metafizyczne: próba bezpośredniego uchwycenia tego, co tkwi u podstaw wszelkich doświadczeń.
Wahl jako historyk, skłania się ku tezie, że nie istnieje jedno, lecz wiele doświadczeń metafizycznych. Inaczej niż Heidegger (z jego jednolitą wizją metafizyki Zachodu), Wahl zwraca uwagę na wielość i zróżnicowanie występujących w historii filozofii wizji metafizycznych, będących jego zdaniem zawsze odwzorowaniem jakiegoś doświadczenia metafizycznego, i uznaje je za równoprawne. W tej sytuacji zasadne okazuje się pytanie o tożsamość przedmiotu doświadczenia metafizycznego: czy jest on jeden, czy też jest ich wiele? Czy istnieje w ogóle jakiś uniwersalny fundament wszelkich zjawisk, wszelkich doświadczeń, jakiś byt uniwersalny, i czy da się do niego dotrzeć?  Jest to główny problem filozofii Wahla.

### „Przewrót metafizyczny” i rola sztuki
Wahl wyrażał przekonanie, że współcześnie uczestniczymy w rewolucji filozoficznej, dotyczącej jej podstawowej i najstarszej dziedziny, i że rewolucja ta  jest zadaniem naszych czasów. Nawet powrót do starych koncepcji filozoficznych może być rewolucyjny. Trzeba im tylko nadać nową formę, nie ograniczającą się tylko do operacji pojęciowych – bowiem, jak dziś widać, filozofia jest w swej istocie poszukiwaniem i zgłębianiem bezpośrednio danej rzeczywistości. Dlatego właśnie, oprócz rozumienia i uznawania za ważne osiągniętych już w historii propozycji, musi ona odwołać się jeszcze do innego rodzaju doświadczeń: do kontemplacji sztuki i do świata życia codziennego (potocznego), które lepiej oddają pierwotne uwarunkowania myślenia ludzkiego, niż przekaz pojęciowy, właściwy przede wszystkim nauce. Nie oznacza to jednak, że bezpośrednio dana rzeczywistość – przedrefleksyjny kontakt z tym wszystkim co nas otacza, jest nam dany wprost i gotowy. Trzeba dopiero do niego dotrzeć, trzeba go wytworzyć. Wtedy, być może, współczesna rewolucja filozoficzna będzie nawet większa od poprzedniej – kartezjańskiej (XVII w.).  Zaproponowana przez Wahla próba uchwycenia istoty doświadczenia metafizycznego ma być krokiem na tej drodze.
Tak więc sztuka (poezja), filozofia (antytetyczna), historia, a także inne nauki (jeśli traktować ich twierdzenia relatywistycznie) – wszystko to są uprawnione drogi docierania do podstaw, do zasad bycia. Tyle tylko, że ta „sfera metafizyczna” nie jawi się pod postacią jakiegoś jednolitego przedmiotu, jest w ścisłym sensie słowa bezprzedmiotowa. Doświadczenie metafizyczne, nie mając swego przedmiotu, pozostaje jednak metafizycznym: nie dając się ostatecznie wysłowić, wskazuje przecież na pierwotność sfery przekraczającej pojedyncze i określone doświadczenia – sfery bycia. Tę pierwotną rzeczywistość Wahl próbuje przybliżać nazywając ją transcendencją (dwuznacznie rozumianą – stawaniem się i bezpośredniością). Okazuje się jednak, że nazwać jej wyraźnie, wysłowić do końca bez ryzyka zaprzepaszczenia jej istoty – nie można. Wszak ostatnim słowem jednego z jego dzieł (Traktat z metafizyki) jest „cisza”. 
Wahl sam pragnął być poetą – nie tylko filozoficznie interpretować sens poezji, ale urzeczywistniać dzięki poezji właściwą ambicję filozofii. Pisał: Dzieło sztuki JEST w najmocniejszym sensie słowa; jest ono otwarciem na świat i bycie. Poeta jest tym, który przez byt pragnie i realizuje bycie, a we wspomnianym wyżej Traktacie metafizycznym, podkreślał, że tylko w obecności dzieła sztuki doznajemy pełni, nie oddzielamy już zewnętrzności od wewnętrzności, nieskończoności od skończoności i niekończący się dialog dobiega swego kresu w ciszy.

### Doświadczenie metafizyczne – metoda
Sformułowanie „doświadczenie metafizyczne”, sugeruje indywidualny sposób uprawiania filozofii, jako filozofii „branej na siebie”, przeżywanej. Tak pojmowana metafizyka nie jest ani zespołem dogmatów dotyczących natury świata, ani metodologią poznania (do czego zdaniem Wahla sprowadzano rozważania filozoficzne w  XIX w.), ani Kantowskie poszukiwanie warunków możliwego doświadczenia, ani fenomenologiczny opis, ani logiczna czy lingwistyczna analiza. Właściwością pytań metafizycznych jest angażowanie samego pytającego, adresowanie pytania zarówno do świata, jak i do siebie samego. Doświadczenie metafizyczne, tzn. akt zadawania pytania o zasadę, podstawę wszystkiego, nie jest tak jak doświadczenie naukowe – powtarzalne, niezależne od tego, czyim jest doświadczeniem. Jest to doświadczenie niepowtarzalne – i dlatego właśnie głównym zagrożeniem dla współczesnej rewolucji w metafizyce są doktryny absolutyzujące paradygmat naukowości: pozytywizm logiczny, analiza lingwistyczna i materializm dialektyczny. Wahl dostrzega klucz do odkrycia doświadczenia metafizycznego w sztuce, dając na to dowody historyczne. Pierwsze chronologicznie świadectwa doświadczenia metafizycznego znajduje on u Hezjoda i Homera. Zawarte w ich dziełach doświadczenia były przeżywaniem czegoś nieokreślonego, co znajduje się u podstaw wszystkich rzeczy, ale czego jasnej idei nigdy nie mamy, a co jednocześnie ma charakter absolutny – doświadczenia stawania się, które początkowo wyraża się w homeryckiej wizji oceanu jako ojca wszechrzeczy, by przejść następnie w ideę wody Talesa z Miletu jako arché (ἀρχή), czy w inne metaforyczne idee jego następców.

### Filozofia Wahla a surrealizm filozoficznyFerdinanda Alquié
Wahl zgadza się w dużej mierze ze współczesnym sobie francuskim filozofem, F. Alquié. Zwraca uwagę na ustanowioną przez niego „sferę metafizyczną”, będącą korelatem takiej świadomości metafizycznej, która już w żadną substancjalistyczną metafizykę nie wierzy – jest to sfera przypadkowości, miłości, poezji, sfera nadrzeczywistości. Wahl stwierdza, że surrealistyczne doświadczenie, jest analogiczne do doświadczenia metafizycznego. Jednocześnie zgadza się z Alquié, że nie dysponujemy żadnym doświadczeniem bytu jako takiego i więcej nawet - żadną ideą ogólną bytu. Idea bytu, podobnie jak idea niebytu, jest jak stwierdzono wcześniej – ideą pozorną, pustą. Byt bowiem, jako fundament wszystkich rzeczy i zjawisk, nie może mieć charakteru przedmiotowego, nie może być uchwycony w idei, która służy dyskursowi, wiążąc podmiot gramatyczny z atrybutami. Istnieje raczej poczucie bytu (sentiment de l’être), albo lepiej: bycia, które nie jest żadną ideą, które jest nie-ideą, a które w dyskursie może się wyrazić jedynie poprzez antytezy. Tak więc jedność i przeciwieństwo, separacja i dopełnianie wzajemne, sytuacja wolnego wyboru i presja tego, co gotowe – oto adekwatne charakterystyki poczucia tego, co nas przekracza, tej nie dającej się zrozumieć obecności (un incompréhensible). W dyskursie nie można przejść od idei poszczególnych bytów do bycia jako takiego, gdyż nie da się go zamknąć w żadnej syntezie.

### Dialektyka Wahla
A jednak owo poczucie bycia jako fundamentu i zasady istnieje. Filozoficznie (czyli dyskursywnie) najlepiej wyraża się ono w antytezach bez możliwego pojednania, w antynomiach, których człony prezentowały się historycznie jako pewniki, w eksponowaniu napięcia (tension), jakie pojawia się, kiedy koincydują sprzeczności. Metodę filozofii Wahla można określić jako taką niekonkluzywną dialektykę, w której, całkiem inaczej niż u Hegla, nie dochodzi do żadnej syntezy, w której tradycyjne opozycje zostają przekroczone (bo nie wybiera się żadnego z członów), ale i zachowane zarazem. Wahl dlatego nie jest „wrogiem filozofów” –  przeciwnie niż Heidegger (surowy dla swoich poprzedników), dostrzega we wszystkich właściwie stanowiskach występujących w historii filozofii autentyczną troskę ontologiczną, chęć „osiągnięcia bytu”.
Wahl nie znosi systemów, ale też i nie ucieka w subiektywność i poczucie nieskrępowanej wolności. Kieruje nim nieprzeparte poczucie wielorakości form bycia. Ta konstatacja prowadzi go wprost do eksponowania tego, co bezpośrednio dane, do poszukiwania bogactwa konkretu. Dotyczy to również czasu: Wahl myśli w kategoriach chwili (1’instant) i zajmuje się raczej „problemami czasów” niż „problemem czasu”. Dostrzega przede wszystkim nieciągłość (discontinuité) trwania i nadbudowującego się nad nim myślenia, akcentując znaczenie idei nieciągłości, pozwalającej każdemu momentowi bycia czy każdej myśli na zaprezentowanie swojej własnej, nie dającej się wymienić czy zastąpić prawdy. Jego stanowisko jest autentycznym pluralizmem ontologicznym. Czas nie jest funkcją świadomości, lecz rodzi się z ciągłej zmienności, stawania się świata. Samo stawanie się jest jakby esencją bycia. Podsumowując: idee bytu i nicości (niebytu) są ideami pustymi. Tylko idea stawania się (w rozumieniu Heraklita i Bergsona) odpowiada rzeczywistości konkretnej.

### Doświadczenie metafizyczne jako transcendencja
Transcendencja dla Wahla to absolutna niepowtarzalność, jednostkowość treści doświadczenia metafizycznego, to niemożność jej zunifikowania czy uniwersalizacji. Nie można tej treści po prostu zredukować do czegoś innego, jest ona pierwotna względem jakichkolwiek ujęć świadomości. Pierwotność transcendencji to zatem nieustanna dysproporcja świadomości wobec siebie samej, to ciągłe jej napięcie. Transcendencja wyprzedza jakikolwiek dający się zwerbalizować czy zuniwersalizować byt. Nie chodzi tu zatem o żadną intencjonalność świadomości, lecz o dotykanie w doświadczeniu metafizycznym tego, co od niej pierwotniejsze, co poza nią, przy czym to „poza” trzeba tu rozumieć w sensie mocnym. Transcendencja rozumiana pluralistycznie, dana bezpośrednio jako konkret – absolutna jednostkowość, jest ową „sferą metafizyczną”, poszukiwaną przez Wahla. Zauważyć jednak należy rysującą się tu dwuznaczność: transcendencja dla całej niemal tradycji filozoficznej jest tym co „ponad”, tym co „u góry” (Bóg). Tymczasem Wahl poszukuje czegoś elementarnego, czegoś pierwotnego, czegoś surowego, czegoś, co tkwi u podstaw wszelkich doświadczeń, jak sam napisze – wszystko jedno, diabła lub anioła. Taki rodzaj transcendencji lepiej nazwać, co Wahl czyni, „trans-descendencją” (transdescendence). Doświadczenie metafizyczne, przy wielości swych form, rozgrywa się zatem między bezpośredniością percepcyjną pierwotnych danych, a bezpośredniością mistyczną nieosiągalnej przecież Całości czy Jedni doświadczenia i sensu, którą można by nazwać „trans-ascendencją”  (Paul Ricoeur).

## Najważniejsze dzieła
- Filozofowie pluralistyczni z Anglii i Ameryki (Lesphilosophiespluralistes d’Angleterre et d’Amérique, Paryż 1920) – pierwsza praca będąca tezą doktoratu.
- Rola chwili w filozofii Kartezjusza (Du rôle de l’instant dans la philosophie de Descartes, Paryż 1920) – druga praca będąca tezą doktoratu.
- Nieszczęście świadomości w filozofii Hegla (Le malheur de la conscience dans la philosophie de Hegel, Paryż 1929)
- W stronę konkretu - studia z historii współczesnej filozofii: trzy artykuły na temat W. Jamesa, A. N. Whitehead’a i G. Marcela (Vers le concret - Etudes d’histoire de la philosophie contemporaine: trois articles sur W. James, Whitehead et G. Marcel, Paryż 1932)
- Uwagi na temat bycia (Notes sur l’idée d’être, Paryż 1935)
- Studia z Kierkegaarda (Etudes Kierkegaarcliennes, Paryż 1938)
- Ludzka egzystencja i transcendencja (Existence humaine et transcendence, Neuchâtel 1944)
- Krótka historia egzystencjalizmu (Petite historie de l’existentialisme, Paryż 1947)
- Poezja, myśl, percepcja (Poésie, pensée, perception, Paryż 1948)
- O interpretacji historii metafizyki według Heideggera (Sur linterprétation de l’histoire de la métaphysique d’après Heidegger, Paryż 1951).
- Traktat z metafizyki (Traité de Métaphysique, Paryż 1953, kolejne wydania: 1957, 1968)
- Na końcu ontologii – Studium „Wprowadzenie do metafizyki” Heideggera (Vers la fin de l’ontologie - Etude sur ,,Introduction de la Métaphysique” de Heidegger, Paryż 1956)
- Istota i zjawiska. Poezja jako źródło filozofii (Essence et phénomènes. La poésie comme source de philosophie, Paryż 1958)
- Doświadczenie metafizyczne, (L’expérience métaphysique, Paryż 1964)